# Wuppertaler SV
Wuppertaler SV là một câu lạc bộ thể thao có trụ sở tại Wuppertal, North Rhine-Westphalia,Đức

## Các cầu thủ
Tính đến 27 Tháng Một 2022
Ghi chú: Quốc kỳ chỉ đội tuyển quốc gia được xác định rõ trong điều lệ tư cách FIFA. Các cầu thủ có thể giữ hơn một quốc tịch ngoài FIFA.
| Số | VT | Quốc gia   | Cầu thủ               |
| -- | -- | ---------- | --------------------- |
| 1  | TM | Đức        | Sebastian Patzler     |
| 2  | HV | Đức        | Moritz Montag         |
| 3  | HV | Đức        | Nick Galle            |
| 4  | HV | Đức        | Christopher Schorch   |
| 5  | TV | Đức        | Felix Backszat        |
| 6  | TV | Đức        | Jannis Kübler         |
| 7  | TV | Đức        | Semir Saric           |
| 8  | TV | Đức        | Daniel Grebe          |
| 9  | TV | Đức        | Kevin Hagemann        |
| 10 | TV | Bồ Đào Nha | Kevin Rodrigues Pires |
| 11 | TV | Albania    | Xhuljo Tabaku         |
| 11 | TĐ | Albania    | Valdet Rama           |
| 13 | TV | Đức        | Joelle Cavit Tomczak  |
| 14 | HV | Đức        | Philipp Hanke         |

| Số | VT | Quốc gia | Cầu thủ                   |
| -- | -- | -------- | ------------------------- |
| 17 | TV | Đức      | Niklas Fensky             |
| 18 | TĐ | Đức      | Roman Prokoph             |
| 20 | TM | Đức      | Michele Cordi             |
| 21 | HV | Đức      | Noah Salau                |
| 22 | HV | Đức      | Durim Berisha             |
| 23 | TV | Đức      | Phillip Aboagye           |
| 24 | TV | Đức      | Isaak Akritidis           |
| 25 | HV | Đức      | Lion Schweers             |
| 26 | TV | Croatia  | Dominik Bilogrevic        |
| 27 | HV | Ba Lan   | Kevin Pytlik              |
| 33 | HV | Đức      | Niklas Heidemann          |
| 40 | TM | Đức      | Payam Safarpour-Malekabad |
| 45 | HV | Hungary  | Mátyás Jurácsik           |
| 48 | TĐ | Đức      | Marco Königs              |

## Tham Khảo
1. ↑  "Kader" (bằng tiếng Đức). Wuppertaler SV 1984. Bản gốc lưu trữ ngày 5 tháng 1 năm 2018. Truy cập ngày 14 tháng 2 năm 2018.